# Okenia hispanica
Okenia hispanica is een slakkensoort uit de familie van de Goniodorididae. De wetenschappelijke naam van de soort is voor het eerst geldig gepubliceerd in 1995 door Valdés & Ortea.